# Macizo de Ambohiby

Imagen tomada por la misión Copernicus Sentinel-3, que muestra el macizo de Ambohiby y el lago Itasy.

El macizo de Ambohiby es un complejo de anillos alcalinos en el distrito de Tsiroanomandidy, Bongolava, Madagascar, que cubre aproximadamente 225 kilómetros.
El asentamiento de Anosibe Ambohiby, que tiene una población de unas 300 personas Betsileo, se encuentra dentro del complejo casi en su totalidad aislado del resto de la región; el asentamiento más cercano es el pueblo de Antaniditra a 8 kilómetros (5 millas) de distancia, y la ciudad más cercana, Tsiroanomandidy que está a 18 kilómetros (11 millas) de distancia.

## Historia
El macizo se formó durante el período Cretácico Superior, cuando la sub-placa de Madagascar y la placa India se separaron hace unos 90 millones de años. Originalmente era un volcán, sin embargo, a medida que las placas tectónicas se separaron, el punto caliente que lo alimentaba se cortó, lo que provocó que el volcán se enfriara y colapsara al no tener fuente de calor.
Según el registro del botánico francés Jacques Désiré Leandri, publicado en 1935, los indígenas de la zona llamaban al cráter "Andranomangatsiaka" (que se traduce como "donde encontramos agua dulce"). Leandri también describió el macizo como si tuviera dos picos que lo dominan, uno llamado Andapa que se utilizaba como vértice geodésico . También dijo que la parte occidental de la región boscosa lleva el nombre de Ampihirano.
El complejo se hizo más conocido gracias a un vídeo publicado por Vox sobre el relieve y el asentamiento en su interior en 2023.